# Radiohead
I Radiohead sono un gruppo musicale rock alternativo britannico proveniente dall'Oxfordshire e formatosi nel 1985. Fino al 1992, quando cambiarono nome, erano noti come On a Friday. Hanno venduto circa 40 milioni di dischi in tutto il mondo.
La band è formata da Thom Yorke (voce, chitarra, pianoforte), Jonny Greenwood (chitarra solista, tastiere, sintetizzatore, pianoforte, Onde Martenot), Ed O'Brien (chitarra, percussioni, voce di supporto), Colin Greenwood (basso elettrico, sintetizzatori) e Philip Selway (batteria, percussioni).
I Radiohead pubblicarono il loro primo singolo, Creep, nel 1992. La canzone fu inizialmente un insuccesso, ma dopo la pubblicazione dell'album di debutto Pablo Honey, il singolo ebbe un inaspettato successo mondiale. L'album, seppur ben accolto negli Stati Uniti, passò quasi inosservato in Inghilterra. Il successo in patria arrivò solo con il secondo album, The Bends (1995), che fece guadagnare al gruppo numerosi ammiratori. La loro reputazione crebbe ancor di più con l'uscita del terzo album; caratterizzato da un suono più esteso e dal tema ricorrente dell'alienazione moderna, OK Computer (1997) è riconosciuto da diversi critici come una pietra miliare della musica rock degli anni novanta.
Con i loro successivi album Kid A (2000) e Amnesiac (2001), la popolarità dei Radiohead arrivò ai massimi livelli. Con questi dischi la band conobbe un'ulteriore evoluzione del proprio stile musicale, fortemente influenzato dalla musica classica contemporanea, dal free jazz e dall'elettronica. Il loro sesto album, Hail to the Thief (2003), caratterizzato da testi maggiormente rivolti all'attualità, è sembrato mescolare influenze da tutta la carriera della band. I Radiohead, dopo quattro anni di assenza dalle scene, nel 2007, completarono le registrazioni del loro settimo album, intitolato In Rainbows, disponibile per il download digitale a partire dal 10 ottobre 2007. Il 18 febbraio 2011 il gruppo ha pubblicato il suo ottavo album in studio, The King of Limbs, scaricabile anch'esso dal loro sito. Nel 2016 ogni informazione presente sulle pagine ufficiali del gruppo nei più famosi social network viene cancellata, mentre il sito ufficiale si tinge interamente di bianco. È l'inizio della campagna che annuncia il ritorno della band con il suo nono lavoro in studio, A Moon Shaped Pool, anticipato dai singoli Burn the Witch e Daydreaming.
La rivista statunitense Rolling Stone ha incluso quattro album dei Radiohead nella sua lista dei 500 migliori album: Kid A alla posizione 20, The Bends alla 276, OK Computer alla 42,  e In Rainbows alla 387. La stessa rivista ha inoltre inserito i Radiohead alla posizione numero 73 nella propria lista dei 100 migliori artisti. Gli stessi quattro album sono inseriti nel libro 1001 Albums You Must Hear Before You Die.

## Storia del gruppo
(Thom Yorke)

### 1985-1992: gli On a Friday

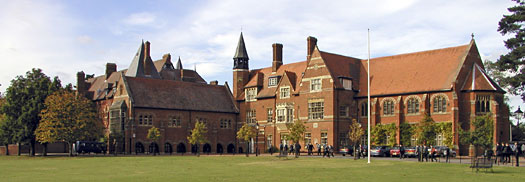
La Abingdon School di Oxford, dove i futuri membri della band si incontrarono per la prima volta.

La formazione originale della band comprendeva Thom Yorke e Colin Greenwood, compagni di scuola alla Abingdon School di Oxford, una scuola privata solo per maschi frequentata da tutti i futuri cinque membri del gruppo. Nel 1985 i due, insieme a Ed O'Brien e Philip Selway, fondarono una band che chiamarono On a Friday, in riferimento al giorno della settimana in cui il gruppo si riuniva per le prove nell'aula di musica della scuola.
Poco tempo dopo entrò nel gruppo anche Jonny Greenwood, fratello minore di Colin, come tastierista, ma in seguito diventò la chitarra solista della band. Il primo concerto della band si tenne alla Jericho Tavern di Oxford nel 1986.
A differenza di molti altri gruppi formatisi nei college, scioltisi con la fine del periodo scolastico (tutti, tranne Jonny Greenwood, avevano lasciato Abingdon nel 1988 per frequentare l'università), gli On a Friday decisero di continuare a suonare insieme.
Nel 1991, quando tutti i membri tranne Jonny avevano completato i corsi universitari, il gruppo si ricompose e, anche se per un breve periodo, il loro nome cambiò in Shindig.
La band in seguito registrò dei demo con il nome di Manic Hedgehog e incominciarono a suonare dal vivo attorno ad Oxford, divenendo abbastanza famosi da apparire sulla copertina del magazine locale di musica Curfew.
Con l'aumento del numero di concerti, case discografiche e produttori incominciarono a manifestare interesse su di loro. Nel 1991, dopo che Yorke si laureò, il gruppo registrò un nuovo demo, omonimo, con tre brani nuovi; tra coloro che lo ascoltarono ci fu anche il produttore Chris Hufford, comproprietario dei Courtyard Studios di Oxford, che assistette ad uno dei primi concerti della band alla taverna Jericho. Impressionato dalla band, produsse, insieme al suo partner Bryce Edge, dei nuovi demo e divenne con quest'ultimo manager degli Shindig. Ancora oggi, sono i manager dei Radiohead.
Nel frattempo, grazie alla diffusione di Manic Hedgehog, la fama degli Shindig si era diffusa, così ad un concerto tenutosi a novembre furono numerosi i discografici presenti, e nei giorni successivi all'esibizione il gruppo ricevette numerose offerte di contratti. L'ebbe vinta la EMI, con cui la band siglò nell'inverno del 1991 un contratto per la registrazione di sei album, nato dall'incontro fortuito fra Colin Greenwood e Keith Wozencroft, il rappresentante della casa discografica, al negozio di dischi dove il bassista della band lavorava. Su richiesta della EMI la band cambiò il nome in Radiohead, ispirata dal titolo della canzone Radio Head dei Talking Heads presente nell'album True Stories.

### 1992-1994:Pablo Honey, l'esordio
Drill, l'EP di debutto dei Radiohead, fu prodotto da Edge e Hufford ai Courtyard Studios e uscì il 5 maggio del 1992. Nonostante le aspettative, non ebbe molto successo nelle classifiche inglesi (la più alta posizione raggiunta fu la 101) e, poco dopo, la band assunse come produttori Paul Q. Kolderie e Sean Slade (Pixies, Dinosaur Jr.) per il loro album di debutto, Pablo Honey, che fu registrato in tre settimane ad Oxford nell'autunno del 1992.
In questo disco, imperniato su tematiche adolescenziali e decisamente influenzato dall'indie rock (R.E.M., Pixies, U2, Nirvana, Joy Division e The Smiths), comparve il famoso singolo Creep, grazie al quale la band attirò su di sé le attenzioni della stampa musicale britannica, anche se non sempre i commenti furono positivi. La rivista NME li bocciò molto pesantemente, inoltre la canzone non venne messa in onda su BBC Radio 1 perché ritenuta «troppo deprimente». In seguito furono pubblicati altri tre singoli: Anyone Can Play Guitar, Pop Is Dead e Stop Whispering.

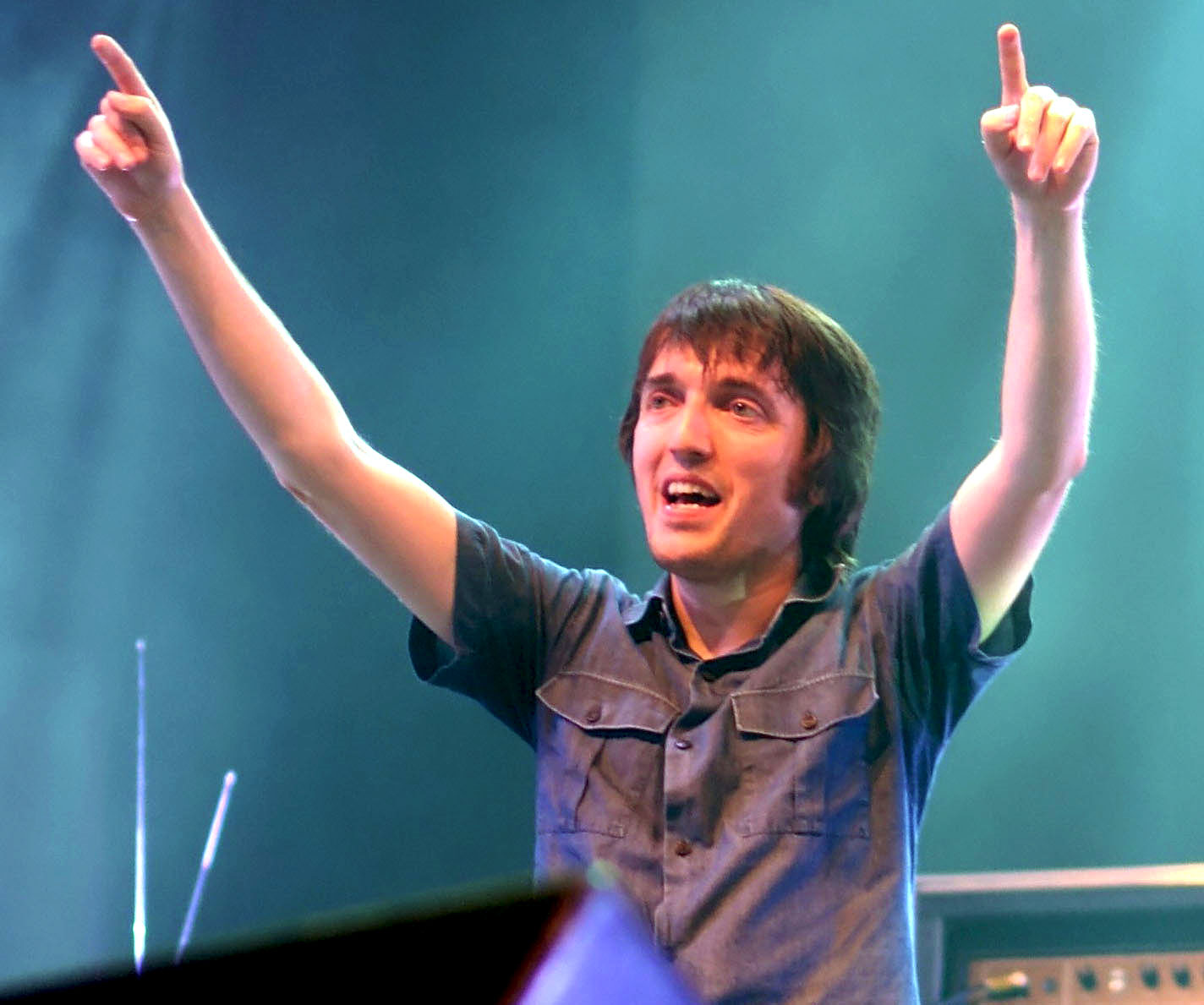
Colin Greenwood.

Senza aver sfondato nelle classifiche del Regno Unito, la band iniziò nella primavera del 1993 il suo primo tour negli Stati Uniti, dove Creep aveva riscosso un inaspettato successo. Quando i Radiohead arrivarono in America, Creep era trasmessa molto spesso su MTV (da cui ricevettero il disco d'oro nell'aprile del 1993), ed era arrivato alla posizione numero 32 nelle classifiche rock della rivista Billboard e alla settima posizione fu ristampato nel Regno Unito quell'autunno.
I Radiohead arrivarono ad un passo dallo scioglimento a causa della pressione generatasi dall'improvviso successo. Il tour di supporto a Pablo Honey venne prolungato per un secondo anno e l'album continuò a guadagnare popolarità internazionale grazie anche a Creep, che rimane il più grande successo della band. La canzone divenne una vera e propria ossessione per il gruppo, che per molti anni si rifiutò di suonarla dal vivo per evitare che fossero identificati come «il gruppo di Creep».
Ad ogni modo, sebbene considerato dai critici il loro album di minor spessore, il primo lavoro firmato Radiohead contiene già a livello embrionale tutte le future caratteristiche del gruppo, che si consolideranno nel disco successivo, The Bends.

### 1995-1996:The Bends, il successo in patria
Dopo la fine del tour americano, i Radiohead incominciarono a lavorare al loro secondo album, assumendo John Leckie, esperto produttore degli Abbey Road Studios, già noto per i suoi lavori con Stone Roses e Magazine.
La tensione era alta a causa delle crescenti aspettative che la band lanciasse un nuovo album tale da eguagliare o superare il successo di Creep.
Leckie disse di quel periodo: «[Alle nuove canzoni] erano rivolte tutte le nostre attenzioni; cercavamo di renderle magnifiche, successi immediati da primo posto in America. Tutti si strappavano i capelli e dicevano "Queste canzoni non sono abbastanza buone!". Stavamo lavorando troppo duramente».
Tutto questo sfociò in una forte tensione e Yorke in particolare entrò in crisi. La band cercò allora di cambiare aria, e andò in tour in Estremo Oriente e in Australasia. Nel 1994 venne pubblicato l'EP My Iron Lung, che segnò il passaggio fra lo stile di Pablo Honey e quello del loro album successivo. Il singolo omonimo fu un insuccesso nelle radio commerciali, ma attraverso la promozione nei canali underground, vendette meglio delle aspettative, portando alla formazione di un consistente numero di loro fan.
Al ritorno dal tour in Asia (alla fine del 1994), iniziarono le registrazioni del nuovo album in un deposito di frutta nello Oxfordshire, proseguite poi ai Rak Studios. The Bends uscì il 25 marzo del 1995.
Mentre la scena britpop dominava l'attenzione dei media, i Radiohead erano considerati outsider, ma il successo in patria arrivò proprio con The Bends. L'album era caratterizzato dai riff creati dai tre chitarristi e da atmosfere meno pesanti, venne inoltre accresciuto l'utilizzo delle tastiere. I singoli Fake Plastic Trees, Just e High and Dry ottennero un buon successo nelle classifiche. Ripensando a quegli anni, Jonny Greenwood disse, nel 1998: «Penso che la svolta per noi venne circa 9 o 12 mesi dopo l'uscita di The Bends, quando entrò nei sondaggi e nelle classifiche di fine anno come miglior album. Da quel momento avemmo la certezza di aver fatto bene a divenire una band». Arrivò, infine, un successo ancora maggiore con l'uscita dell'ultimo singolo, Street Spirit (Fade Out), che arrivò alla posizione numero 5 nel Regno Unito. Fu, fino al 1997, la più alta posizione di classifica raggiunta dalla band.
Nell'estate del 1995 i Radiohead andarono in tour come gruppo spalla dei R.E.M. (ci fu anche una data italiana a Catania il 6 agosto), una delle band che li aveva maggiormente influenzati e, all'epoca, una fra le più importanti al mondo. Presentandoli, Michael Stipe disse: «I Radiohead sono così bravi che mi fanno paura». Il clamore generato da fan così importanti, insieme ad una serie di celebri video musicali come quelli di Just e Street Spirit (Fade Out), aiutarono ad accrescere la popolarità del gruppo all'estero.
Il batterista Philip Selway disse dell'album: «Quando uscì The Bends, tutti affermavano che fosse poco commerciale. Dodici mesi dopo era considerato come un classico del pop. La casa discografica era preoccupata dal fatto che non ci fossero singoli estratti, e finimmo con cinque canzoni entrate nella top 30!». Nonostante tutto, l'album e i singoli non riuscirono a sovrastare il successo commerciale di Creep.

### 1997-1998:OK Computer, l'acclamazione di pubblico e critica

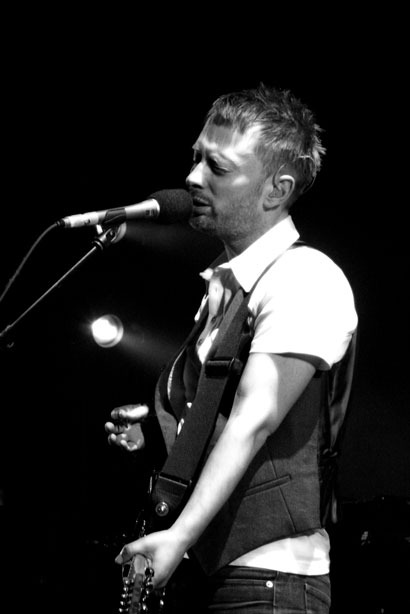
Thom Yorke

Nel febbraio del 1996 i Radiohead collaborarono al Help dell'organizzazione umanitaria War Child, con l'inedita Lucky.
La ricerca di nuove sonorità, più congeniali allo spirito del gruppo, costituì il trampolino di lancio per il definitivo successo di OK Computer.
Con l'aiuto del produttore ed ingegnere acustico Nigel Godrich, che aveva lavorato con loro per Lucky e Talk Show Host, i Radiohead autoprodussero il loro terzo album, iniziando a lavorare all'inizio del 1996. Le registrazioni presero avvio a luglio alla Fruit Farm (ancora una volta in un deposito di mele, situato nella campagna attorno a Didcot nell'Oxfordshire) in cui Godrich allestì il Canned Applause Mobile Studio. A questa sessione appartengono Subterranean Homesick Alien, Electioneering, The Tourist e No Surprises. Avendo imparato da The Bends, la band decise di perfezionare le canzoni durante i concerti, andando in tour come band di supporto ad Alanis Morissette, prima di completare le registrazioni. Le restanti tracce furono incise, in un clima di particolare serenità, in una storica casa del XV secolo, allora di proprietà dell'attrice Jane Seymour, affittata dal gruppo per l'occasione.
Let Down fu registrata alle tre di notte nella sala da ballo, Exit Music (For a Film) nella sala d'ingresso, entrambe dal vivo. Durante le sessioni di registrazione la band si rilassò ascoltando, fra gli altri, i Beatles, DJ Shadow, Ennio Morricone e Miles Davis. L'album fu completato nell'inverno del 1996.
OK Computer venne pubblicato il 16 giugno del 1997, ottenendo un vasto consenso dalla critica.
Il nuovo album vide i Radiohead spingersi verso generi più sperimentali, come il rock progressivo e l'elettronica. I singoli pubblicati furono Paranoid Android, Karma Police e No Surprises. La prima scelta fu volutamente anticommerciale a causa della durata del pezzo (6 minuti e mezzo). Se le radio non lo trasmisero abbastanza, MTV lo mandò a ripetizione insieme al video a cartoni animati, disegnato da Magnus Carlsson. Questa scelta fu solo la prima delle tante con cui i Radiohead si sarebbero posti in aperta critica nei confronti dell'industria musicale. Il singolo raggiunse immediatamente la terza posizione della classifica britannica.
Il terzo disco dei Radiohead si impose appena uscito come uno dei più influenti album della storia del rock. OK Computer ottenne grandi lodi riguardanti in particolare i testi, che affrontano tematiche come la spersonalizzazione dell'individuo, il desiderio di fuga e il perdere se stessi, condite dal punto di vista musicale con immagini futuribili in un clima oscillante tra il surreale, la malinconia e l'isteria, il visionario e il paranoico.
OK Computer fu il primo album della band a debuttare in testa alle classifiche nel Regno Unito, accompagnato anche da un gran successo commerciale in tutto il mondo. La band ricevette, fra gli altri riconoscimenti, un Grammy come miglior album alternative, una candidatura nella categoria album dell'anno e una anche nel Premio Mercury.
L'uscita di OK Computer fu seguita dall'interminabile Against Demons World Tour, che si concluse all'inizio del 1998. Grant Gee, il regista del video di No Surprises, accompagnò la band nel tour e filmò i concerti, ricavandone il documentario Meeting People Is Easy. Durante questo periodo la band pubblicò anche 7 Television Commercials, una compilation dei loro videoclip, insieme a due EP contenenti i lati B del nuovo album: Airbag/How Am I Driving? e No Surprises/Running from Demons (che differisce solo per due canzoni dal primo).
Si susseguirono numerosi impegni sociopolitici, come la partecipazione ai Tibetan Freedom Concert di New York e Washington, dove Thom Yorke raggiungerà sul palco Michael Stipe dei R.E.M. per duettare durante l'esecuzione di Be Mine e cantare la parte che veniva solitamente eseguita da Patti Smith nel brano E-Bow the Letter. Il gruppo partecipò anche al concerto organizzato da Amnesty International a Parigi e allo Jubilee 2000, la campagna internazionale per la cancellazione del debito del terzo mondo.

### 1999-2001:Kid AeAmnesiac, la sperimentazione

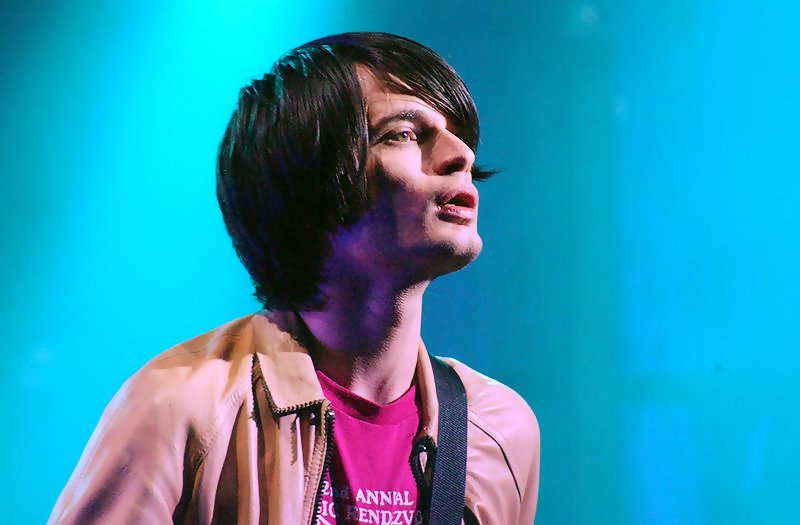
Jonny Greenwood.

I Radiohead, ormai esausti a causa dei tanti impegni e sull'orlo dell'esaurimento psicofisico, dopo l'Against Demons World Tour rimasero totalmente inattivi durante il resto del 1998, mentre nel 1999 Thom e Jonny fecero un'apparizione al Tibetan Freedom Concert di Amsterdam.
Yorke ammise che durante quel periodo la band era arrivata ad un passo dallo scioglimento, e affermò inoltre di essere caduto in depressione: «La vigilia di Capodanno del 1998 fu uno dei peggiori giorni della mia vita... Mi sentii come se fossi uscito di senno. Ogni volta che imbracciavo una chitarra, provavo un enorme disgusto».
All'inizio del 1999 i Radiohead incominciarono a lavorare al nuovo album, anche se ciò avvenne con una maggiore disorganizzazione rispetto ai loro album precedenti.
Sebbene non ci fossero più pressioni da parte della EMI, la tensione nel gruppo restava alta. Tutti i membri avevano differenti opinioni riguardo al futuro della band. In particolare, Ed O'Brien era propenso ad accentuare lo stile pop della band, caratterizzato da canzoni più brevi e un maggior uso delle chitarre, mentre Yorke spingeva in una direzione più sperimentale e in quel momento gli mancava totalmente l'ispirazione. Alla fine, tutti si accordarono sulla direzione da intraprendere, ridefinendo una volta per tutte i ruoli di ciascun membro del gruppo.
Per la prima volta si registrò senza prendere in considerazione le prove che si potevano effettuare attraverso i concerti, isolandosi insieme a Nigel Godrich in una serie di differenti studi: a Parigi, a Copenaghen, a Gloucester e al loro studio di proprietà a Oxford. Nel 1999 e nel 2000, la band suonò diverse nuove canzoni in una serie di concerti via web, in modo da tenere aggiornati i fan sull'andamento delle registrazioni.
I Radiohead, all'apice della loro carriera, quando avrebbero tranquillamente potuto continuare sull'onda di canzoni come Karma Police, scelsero invece un radicale cambio di sonorità.
I nuovi brani erano caratterizzati da uno stile più minimalista e meno elaborato, con chitarre poco riconoscibili (fatto rilevante per una band con tre chitarristi), poche strofe e pochi ritornelli.
Altro fatto che caratterizzava le canzoni era la presenza di una maggiore gamma di strumenti, come l'onde Martenot, ritmi elettronici programmati via computer e diversi strumenti usati nel jazz. Le registrazioni furono completate nell'aprile del 2000, dopo quasi 18 mesi.
Kid A, uscito il 2 ottobre 2000, fu il primo dei due album nati da queste sessioni. Pervaso da un'atmosfera criptica e claustrofobica, l'album stordì l'industria musicale e gran parte dei fan della band, a causa del completo abbandono delle composizioni passate e delle convenzioni pop. Anche se la band non produsse nessun singolo, Optimistic ed Idioteque furono trasmessi a lungo nelle radio commerciali. Invece dei singoli, fu creata una serie di video musicali non commerciali (in inglese blips) dal regista Chris Bran, dal collettivo Shynola e dal collaboratore artistico di lunga data della band Stanley Donwood (curatore dell'artwork di tutti gli album della band), che furono distribuiti gratuitamente via Internet. Questi blips erano video animati della durata di trenta - novanta secondi, contenenti degli estratti (spesso remixati) di ogni traccia dell'album.
Kid A costituisce il più grande successo mondiale (a livello di album) del gruppo, essendo riuscito a debuttare in prima posizione nelle classifiche dei dischi più venduti in diversi paesi, inclusi gli Stati Uniti. Il suo debutto in cima alle classifiche di Billboard – dove il celebratissimo OK Computer era arrivato alla posizione numero 21 – fu una novità per i Radiohead, che furono identificati come una delle poche realtà britanniche riuscite a penetrare nel mercato statunitense. Questo successo commerciale è stato attribuito a diverse cause, ad esempio all'hype (termine inglese traducibile come “polverone mediatico”), alla possibilità di scaricare l'intero album su Napster pochi mesi prima dell'uscita nonché all'attesa di un seguito del celebratissimo OK Computer. Nel 2001 Kid A ricevette, così come OK Computer, un Grammy Award al miglior album di musica alternativa e una candidatura nella categoria album dell'anno. Diversi critici acclamarono i Radiohead come una delle più importanti band al mondo, e il disco sembrò consolidare l'immagine enigmatica del gruppo, facendogli guadagnare diverse lodi per il coraggio e le novità dimostrate, specie nell'ambito delle strategie promozionali.
Ciononostante, l'album non ottenne solo lodi. A detta di Jonny Greenwood, le maggiori critiche all'album furono fatte da chi «[All'uscita di Kid A] si aspettasse un album che combinasse OK Computer e The Bends». Altri criticarono i Radiohead per essersi fatti portavoce di stili musicali underground ed essersene presi tutti i meriti. Similmente, i fan della band si divisero: da una parte, coloro che dall'ascolto dell'album erano rimasti sconcertati o disorientati, dall'altra, coloro che ritenevano Kid A il miglior disco del gruppo.

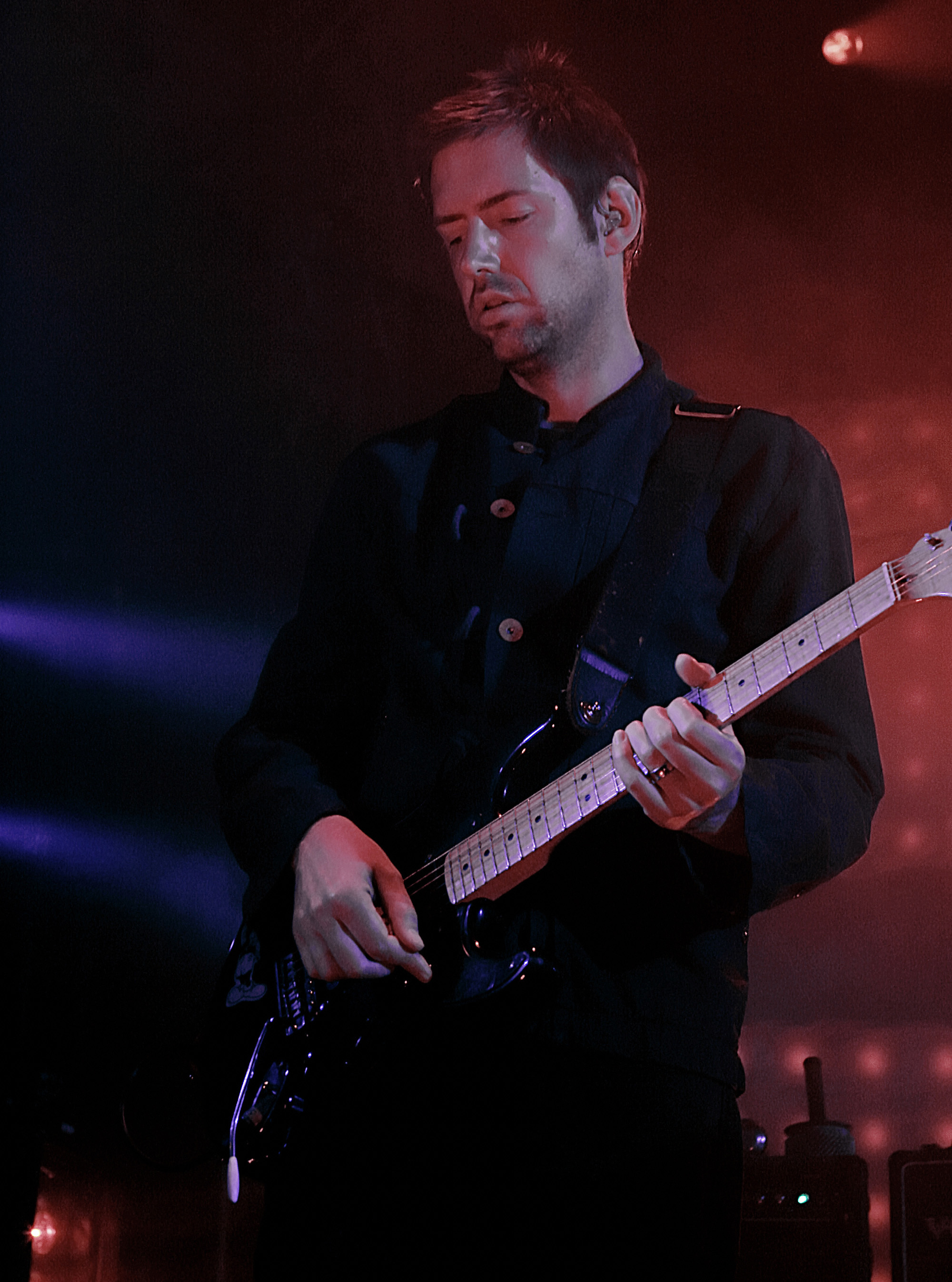
Ed O'Brien contestò all'inizio il cambiamento di sonorità intrapreso con Kid A.

Nei precedenti tour la band si era esibita anche in diverse manifestazioni che, oltre ad essere imponenti dal punto di vista dell'organizzazione, lo erano anche per le sponsorizzazioni. Così, nell'autunno del 2000, i Radiohead, ispirandosi al libro anti-globalizzazione di Naomi Klein intitolato No logo, organizzarono un tour in Europa in un padiglione mobile, libero dalla pubblicità; il gruppo suonò in tre date in Nord America, dove non si esibiva da oltre due anni. La band ne approfittò per suonare, oltre alle nuove canzoni, anche altre che non erano ancora state pubblicate, ma già registrate. I concerti si svolsero in piccoli teatri che registrarono subito il tutto esaurito. Avendo bocciato la possibilità di un doppio album prima della pubblicazione di Kid A, i Radiohead programmarono l'uscita di un altro disco contenente il materiale rimanente.
Amnesiac, uscito il 4 giugno 2001, comprendeva queste tracce aggiuntive. L'album era concepito dalla band come una sequenza di canzoni complementare ma distinta da quella di Kid A, tanto che il collegamento fra i due fu reso esplicito dalla presenza, in entrambe le tracklist, di due differenti versioni della traccia Morning Bell. Amnesiac vide la fusione del sound della band in un ibrido formato dall'elettronica d'avanguardia e l'art rock, mentre Kid A conteneva maggiori influenze dal jazz e canzoni leggermente più orecchiabili. La ballata Pyramid Song, primo singolo estratto dall'album, arrivò alla top 5 nel Regno Unito; fu seguito da Knives Out. Diverse furono le critiche rivolte ad Amnesiac, soprattutto per la mancanza di coesione fra le canzoni; ciononostante, l'album ottenne diverse lodi ed anche un ampio successo commerciale.
Dopo l'uscita dell'ultimo album, i Radiohead intrapresero un nuovo tour mondiale, che toccò il Nord America, l'Europa e il Giappone.
Parteciparono inoltre ad un mini-festival estivo al South Park di Oxford, il loro primo concerto nella città natale da diversi anni, insieme a Beck, Sigur Rós, Supergrass e Humphrey Lyttelton, che aveva suonato la tromba nell'ultima traccia di Amnesiac, Life in a Glasshouse.
Nel novembre del 2001, uscì l'EP I Might Be Wrong: Live Recordings (contenente otto tracce live registrate durante il tour europeo, tra cui l'apprezzato lato-B True Love Waits risalente al 1995 e presentato per la prima volta quell'anno durante il concerto al Luna Theatre di Bruxelles), che chiuse simbolicamente questo periodo di sperimentazione.

### 2002-2004:Hail to the Thief, il ritorno alle origini e una pausa

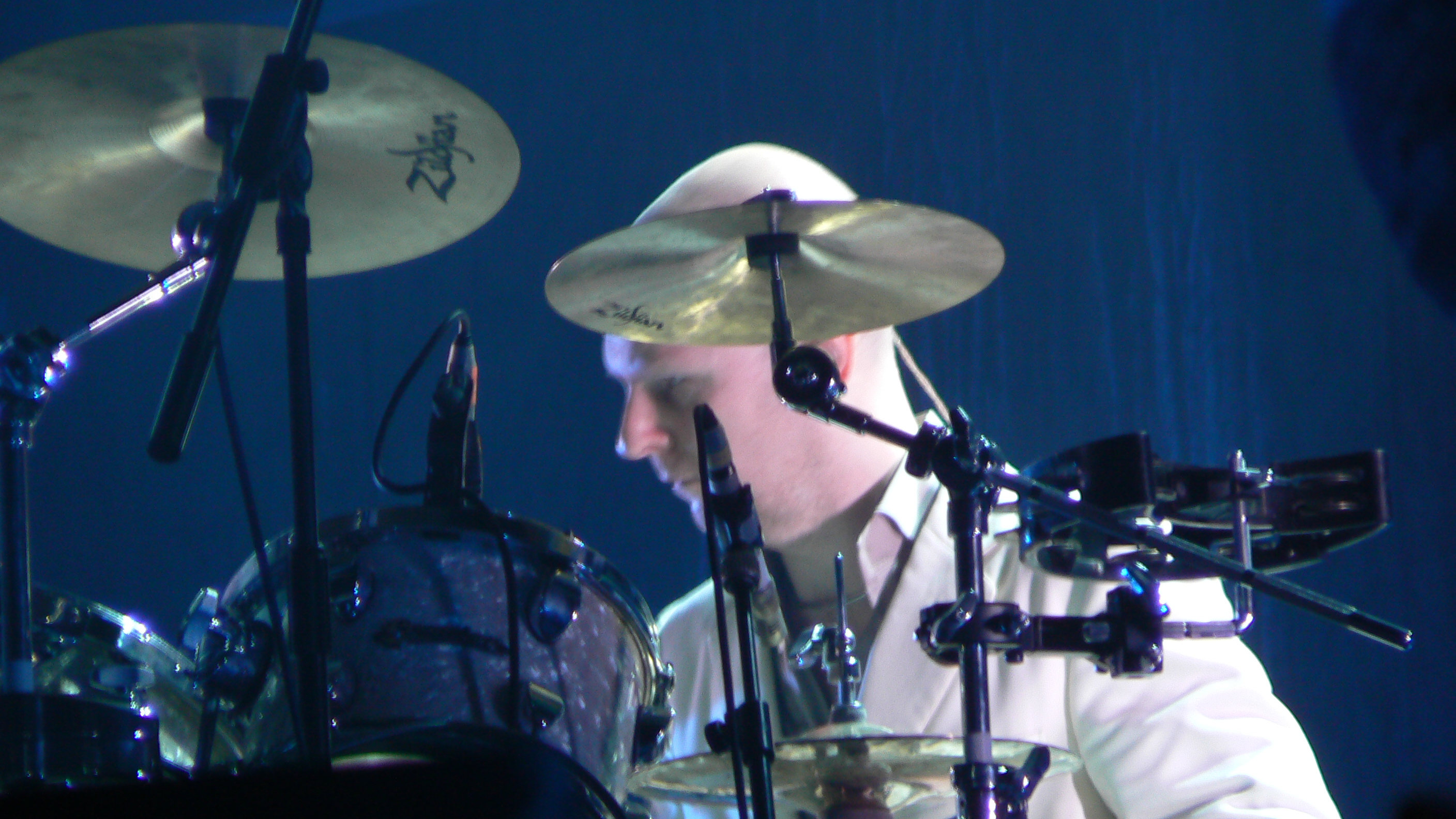
Philip Selway

I Radiohead tornarono in tour in Portogallo e in Spagna durante il luglio e l'agosto del 2002, suonando alcune nuove canzoni. Cogliendo l'occasione per testare e completare le canzoni davanti ad un pubblico di fan, la band completò le registrazioni del sesto album in due settimane, spostandosi fra Los Angeles (insieme a Nigel Godrich) e Oxford. I membri del gruppo hanno affermato più volte come le sessioni di registrazione dell'album si siano rivelate meno frenetiche rispetto a quelle di Kid A e Amnesiac.
I Radiohead pubblicarono il sesto disco, Hail to the Thief, il 9 giugno del 2003. Come era già accaduto anche agli ultimi album del gruppo, anche quest'ultimo fu acclamato dalla critica grazie al suo mix di influenze riprese dai lavori iniziali della band, combinando chitarre e atmosfere elettroniche con dei testi maggiormente rivolti all'attualità. Annunciato come «il ritorno della band alle chitarre», l'album si apre con il suono prodotto dallo spinotto della chitarra di Jonny Greenwood nell'amplificatore. Il disco, che ottenne molte recensioni positive, fu però visto da alcuni critici come un semplice «stare a galla» musicalmente, in contrasto con la continua ricerca di nuove sonorità incominciata con OK Computer.
Ciononostante, Hail to the Thief fu il quarto album della band a debuttare consecutivamente alla prima posizione nel Regno Unito. I riscontri delle vendite in America furono più moderati, con la posizione numero 3 raggiunta nella classifica della rivista Billboard. I singoli estratti, There There, Go to Sleep e 2 + 2 = 5, riportarono il gruppo nelle playlist radiofoniche. Ai Grammy Awards 2004 l'album fu nominato nella categoria "Migliore album alternative", mentre il produttore Nigel Godrich ottenne il Grammy al "Best engineered album".
Sebbene il titolo Hail to the Thief ("Osanna al ladro" in inglese) sembrasse un commento alle controverse elezioni presidenziali statunitensi del 2000, Yorke negò tutto ciò, affermando che i testi dell'album erano solo fino ad un certo punto influenzati dagli eventi mondiali avvenuti fra il 2001 e il 2002, ma disse anche che «Fui davvero stupito da questa magnifica, potente frase...Credo davvero che noi non abbiamo scritto un disco [esclusivamente] di protesta o di carattere politico». Il titolo del disco era accompagnato (come anche tutti i titoli dei brani) da un sottotitolo, The Gloaming, il crepuscolo, come visione dell'attuale momento storico.
Dopo l'uscita di Hail to the Thief, i Radiohead intrapresero un altro tour internazionale, che iniziò nel giugno del 2003 con una performance come gruppo principale al Glastonbury Festival, e che finì un anno dopo al Coachella Festival. Nel 2004 la band pubblicò il loro ultimo disco per la EMI, l'EP COM LAG (2plus2isfive), che conteneva molte canzoni di Hail to the Thief remixate e alcuni brani registrati dal vivo. Dopo il tour, il gruppo tornò in studio ad Oxford, ma ben presto si concesse una lunga pausa, poiché Ed O'Brien e Colin Greenwood aspettavano dei figli e avevano quindi bisogno di un po' di tempo da trascorrere con le proprie famiglie. Liberi da ogni obbligo contrattuale, i Radiohead trascorsero il resto del 2004 fra riposo e progetti solisti, primi fra tutti quelli di Yorke e di Jonny Greenwood. A dicembre, la band mise in commercio una versione DVD del loro show televisivo via Webcast, The Most Gigantic Lying Mouth of All Time.

### 2005-2008:In Rainbows, "paghi quanto vuoi"

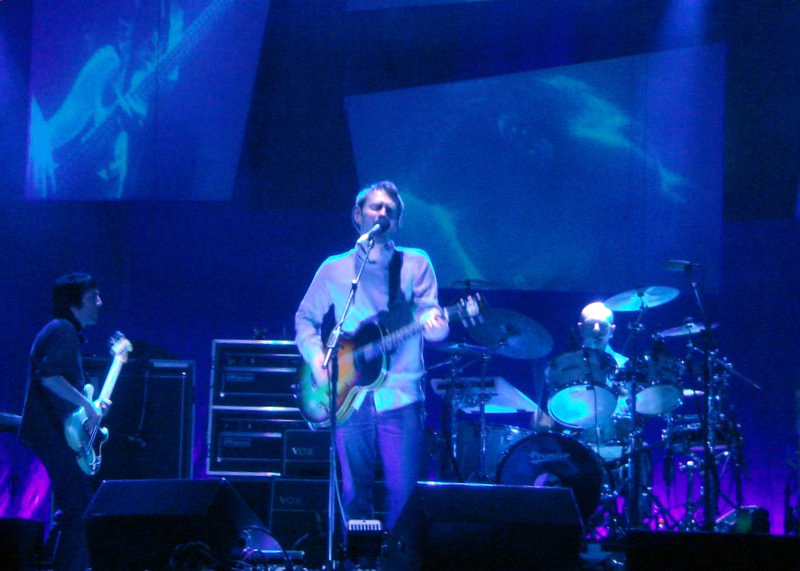
I Radiohead dal vivo al Greek Theatre di Berkeley il 23 giugno 2006. Da sinistra: Colin Greenwood, Thom Yorke e Philip Selway.

I Radiohead cominciarono a lavorare al loro settimo album nel febbraio 2005. A settembre registrarono l'inedito I Want None of This, incluso nel secondo album dell'organizzazione di beneficenza War Child, Help!: A Day in the Life. L'album fu venduto online e I Want None of This fu la traccia più scaricata. A metà del 2006 I Radiohead organizzarono un tour in Europa e Nord America. Nella scaletta dei concerti figuravano tredici nuove canzoni alle quali il gruppo stava lavorando, ma sebbene le sessioni di registrazione fossero iniziate sotto la supervisione del produttore Mark "Spike" Stent, dall'autunno del 2006 la produzione passò sotto quella egida di Nigel Godrich. Dopo che ebbero completato le registrazioni dell'album, i Radiohead, nel luglio del 2007, si trasferirono a New York per le operazioni di masterizzazione dell'album.
La sessioni si erano svolte quando la band era ancora senza un contratto discografico, essendo concluso quello con la EMI nel 2004. In un'intervista del 2006, Thom Yorke aveva affermato che «per la prima volta, non abbiamo scadenze da rispettare - è un'esperienza tanto liberante quanto frustrante». Poco prima che la band incominciasse a scrivere nuove canzoni, Yorke rilasciò un'intervista alla rivista TIME in cui affermò: «Mi piacciono le persone che lavorano alla nostra casa discografica, ma [...] probabilmente proveremmo un perverso piacere nel mandare a farsi fottere questo decadente modello di business».
Questa dichiarazione di Yorke lasciava intendere che la band avrebbe intrapreso una nuova strada per la distribuzione del settimo album. A tale proposito, già dall'estate del 2006 circolavano alcune voci su una probabile uscita di una raccolta di EP in sostituzione del nuovo lavoro. Tuttavia, la strategia adottata dai Radiohead si rivelò differente.
A partire dal settembre del 2007 i visitatori del sito ufficiale della band venivano reindirizzati ad un nuovo sito creato per ricevere prenotazioni per l'album, intitolato In Rainbows, che sarebbe stato pubblicato in due formati. Il primo consisteva in un download digitale di tutte le tracce dell'album in formato MP3, per il quale il consumatore poteva liberamente decidere il prezzo, secondo il sistema del pay what you want. L'album in versione scaricabile consisteva in file MP3 con bitrate costante di 160 kbit/s, senza DRM né watermarking. Il secondo formato consisteva invece in una versione più completa del disco, chiamata discbox, che includeva il CD di In Rainbows, una sua edizione in vinile contenuta in due dischi, un bonus CD contenente altre 8 canzoni e un artbook. Questa edizione discbox era disponibile per la prenotazione dal sito web "In Rainbows" per 40 sterline, ed è stata pubblicata in Gran Bretagna per la XL Recordings all'inizio del mese di dicembre 2007 e in Nordamerica per la TBD Records nel gennaio successivo. È stato affermato che nel giorno della sua uscita, l'album sia stato scaricato da 1.2 milioni di persone, mentre le prenotazioni sarebbero ammontate a tre milioni. La band, comunque, non ha pubblicato una cifra ufficiale del numero di download e prenotazioni di In Rainbows, affermando che la distribuzione via Internet era un espediente per fare incrementare le vendite del disco.
L'album raggiunse la posizione numero uno sia nella classifica britannica sia in quella di Billboard, diventando il più grande successo dei Radiohead negli Stati Uniti d'America dopo Kid A. Il disco ricevette molte critiche positive e venne acclamato come il migliore del gruppo, poiché presentava delle sonorità più accessibili rispetto ai precedenti. I singoli estratti dall'album furono Jigsaw Falling into Place, Nude, House of Cards, Bodysnatchers e Reckoner. L'album venne candidato al Premio Mercury e vinse un Grammy Award come miglior album alternative dell'anno. Inoltre, il team di produzione vinse un Grammy al Best Boxed or Special Limited Edition Package, il produttore Nigel Godrich ottenne una candidatura come miglior produttore dell'anno e i Radiohead ricevettero la terza nomination per il miglior album dell'anno. Anche il singolo House of Cards e il suo video musicale ottennero diverse candidature, tra le quali quella per la Best Rock Performance by a Duo or Group with Vocals, per la miglior canzone rock e per il Best Short Form Music Video.
L'uscita del disco fu seguita da un tour mondiale in Nord America, Europa, Giappone, Messico e Sud America. Inoltre, nell'agosto del 2009, la band partecipò al Festival di Reading e Leeds.
Nel giugno del 2008 la EMI pubblicò, senza il consenso della band, una raccolta dei successi dei Radiohead fino ad Hail to the Thief chiamata Radiohead: The Best Of. I membri del gruppo, in particolare Thom Yorke, si dissero contrari alla pubblicazione di questa raccolta, secondo loro sfruttata in maniera pessima.

### 2009-2011:The King of Limbs
Nel maggio 2009 la band tornò in studio per le registrazioni del nuovo album. Nell'agosto dello stesso anno, attraverso il proprio sito internet, il gruppo pubblicò due brani inediti: Harry Patch (In Memory of), dedicato al veterano della prima guerra mondiale Harry Patch, deceduto pochi giorni prima, e These Are My Twisted Words.
Nello stesso mese, Thom Yorke in un'intervista a NME dichiarò che la band aveva intenzione di produrre un EP e incluse anche la possibilità di pubblicare un EP di musica orchestrale. Nel dicembre dello stesso anno, Ed O'Brien scrisse sul sito dei Radiohead che la band avrebbe cominciato i lavori sul nuovo album a gennaio.
A gennaio del 2010, mentre i Radiohead erano a Los Angeles per le registrazioni del nuovo album, suonarono un concerto di beneficenza per Oxfam. Il ricavato fu donato alle ONG che operavano ad Haiti, che all'inizio dello stesso mese era stato colpito da un devastante terremoto. Un gruppo di fan fece un video del concerto, che venne pubblicato su internet con l'approvazione della band. Sempre nello stesso anno, alcuni fan pubblicarono sul web un video dei Radiohead in concerto a Praga nel 2009.
Il 14 febbraio 2011 i Radiohead hanno annunciato attraverso il loro sito ufficiale l'uscita dell'ottavo album The King of Limbs, disponibile in download dal 18 febbraio e nella versione Newspaper Album dal 9 maggio. L'album ha successivamente ricevuto due candidature ai Grammy Awards 2012 nelle categorie Best Alternative Music Album e Best Boxed or Special Limited Edition Package, mentre il brano Lotus Flower ha ricevuto tre candidature come Best Short Form Music Video, Best Rock Performance e Best Rock Song. Il 16 aprile 2011, in occasione dell'annuale Record Store Day, i Radiohead hanno pubblicato il doppio singolo Supercollider/The Butcher, contenente due brani scartati dalle sessioni di registrazione di The King of Limbs.
Nell'estate del 2011 il gruppo ha pubblicato una serie di sette EP in formato 12" contenente remix di alcuni brani tratti da The King of Limbs, i quali sono stati raccolti nell'album di remix TKOL RMX 1234567, uscito il 10 ottobre dello stesso anno.

### 2015-2016: progetti vari,A Moon Shaped Pool
Il 25 dicembre 2015 i Radiohead hanno reso disponibile per l'ascolto attraverso SoundCloud un brano inedito intitolato Spectre, composto originariamente come tema principale per il film omonimo ma successivamente scartato in quanto «non ha funzionato».
Il 3 maggio 2016 è stato pubblicato, dopo una "sparizione" del gruppo da ogni loro profilo social, il videoclip di un nuovo brano, Burn the Witch. Tre giorni più tardi è stato reso disponibile il videoclip di Daydreaming, diretto da Paul Thomas Anderson ed estratto come secondo singolo il giorno seguente.
L'8 maggio 2016 il gruppo ha pubblicato il nono album in studio A Moon Shaped Pool.

### 2017-2021: il ventennale diOK Computer,Kid AeAmnesiac
In occasione dei venti anni dall'uscita del terzo album in studio OK Computer, il 2 maggio 2017 i Radiohead hanno annunciato l'uscita per il 23 giugno della versione rimasterizzata dell'album che s'intitola OKNOTOK e comprende otto b-side e tre inediti, di cui due, I Promise e Man of War, sono stati pubblicati rispettivamente il 1º e il 22 giugno 2017.
Il 5 novembre 2021 è invece uscita la raccolta Kid A Mnesia, volta ad omaggiare i vent'anni dall'uscita degli album Kid A (2000) ed Amnesiac (2001). La pubblicazione comprende i due dischi originali e un terzo (denominato Kid Amnesiae), contenente versioni alternative di brani già editi e l'inedito If You Say the Word.

## Stile e influenze

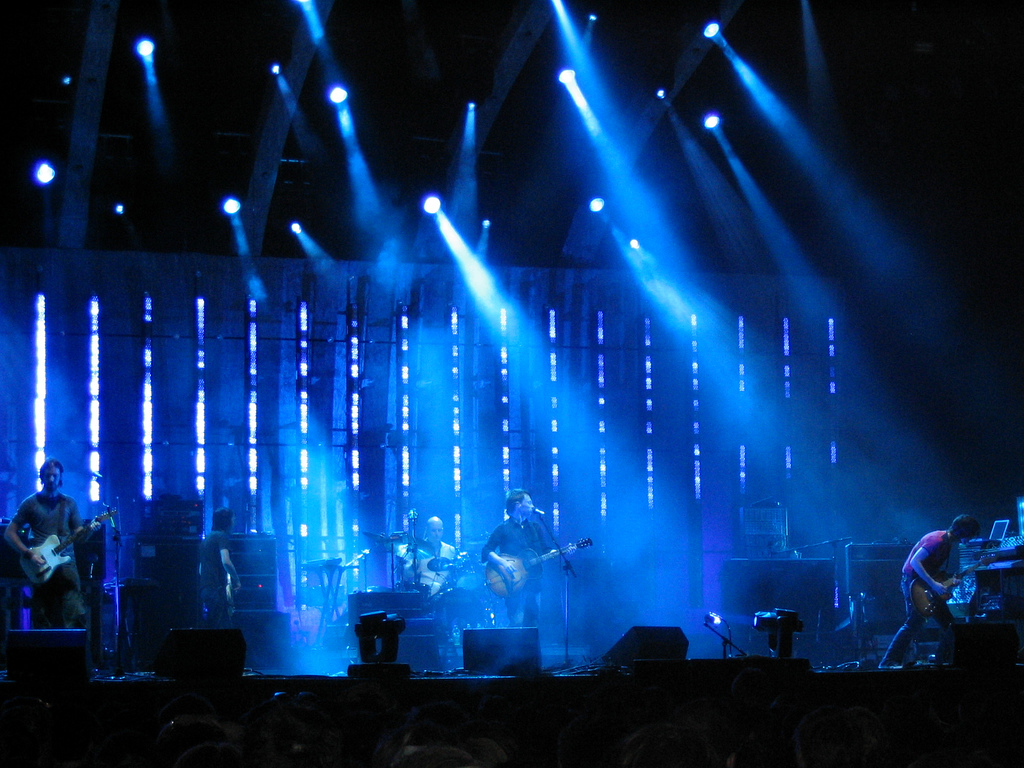
I Radiohead nel 2004 al Coachella Valley Music and Arts Festival a Indio in California

I Radiohead furono inizialmente influenzati da artisti come Scott Walker, Elvis Costello e U2 e band post-punk quali Joy Division, Siouxsie and the Banshees New Order, R.E.M., Pixies, The Smiths, My Bloody Valentine e Sonic Youth. Dalla seconda metà degli anni novanta, i Radiohead cominciarono a coltivare un certo interesse per la musica elettronica e in particolare quella di DJ Shadow, che influenzò significativamente parte dell'album OK Computer. Altre importanti influenze provengono da gruppi e artisti come Pink Floyd, The Beatles, King Crimson, Queen, Jeff Buckley e Nirvana.
Lo stile di Kid A e Amnesiac fu invece il risultato di un forte apprezzamento verso la musica elettronica di artisti come Autechre, Aphex Twin e Boards of Canada, verso il jazz di Charles Mingus, Alice Coltrane e Miles Davis, e verso il krautrock di Can e Neu!.
L'interesse di Jonny Greenwood per la musica classica del XX secolo ha avuto un ruolo fondamentale per la formazione dello stile della band da Kid A in poi (ad esempio l'influenza dei compositori classici Olivier Messiaen e Krzysztof Penderecki è molto evidente in alcune canzoni del gruppo). Questi due album hanno anche cambiato il metodo di lavoro della band e ne hanno modificato la strumentazione: il gruppo, infatti, ha cominciato a lavorare di più negli studi di registrazione e ha abbandonato la strumentazione base della musica rock, incorporando strumenti provenienti da altre tradizioni musicali come le Onde Martenot, gli ottoni e gli archi.
Dopo le divagazioni elettroniche di questi due album, i Radiohead ritornarono ad uno stile più rock con il loro sesto album, Hail to the Thief, caratterizzato da un uso più massiccio delle chitarre elettriche.
La musica dei Beatles, dei Rolling Stones e in particolare di Neil Young fu la più importante fonte d'ispirazione per la band durante questo periodo. Il loro settimo album, In Rainbows, venne influenzato, invece, dai più disparati generi musicali: il rock, l'elettronica, l'hip hop e la musica sperimentale.
Molti artisti, tra cui i Coldplay, gli Anathema, i Muse, gli Archive e i Fightstar, hanno indicato i Radiohead come fonte d'ispirazione per la propria musica.
Nel 2012 Steve Reich, compositore minimalista, ha composto l'opera Radio Rewrite, ispirata alla musica dei Radiohead e in particolare ai brani Everything in Its Right Place dall'album Kid A e Jigsaw Falling into Place da In Rainbows. L'idea nacque come risultato dell'incontro tra Reich e Jonny Greenwood nel settembre del 2011 in Polonia, dove Reich vide Greenwood eseguire dal vivo una sua composizione, Electric Counterpoint, all'European Culture Congress.

## Progetti solisti
- Nel 1998 Thom Yorke collaborò con i Drugstore nel singolo El President e con gli Unkle nella canzone Rabbit in Your Headlights, in collaborazione con DJ Shadow. Sempre nello stesso anno, partecipò alla colonna sonora del film Velvet Goldmine come parte della finta band "Venus in Furs" cantando cover dei Roxy Music. Nel 2000, si esibì in due duetti con Björk (I've seen it all) e PJ Harvey (This Mess We're In) nei loro rispettivi album SelmaSongs e Stories from the City, Stories from the Sea. Alla fine del 2004 Thom contribuì, con Jonny, al progetto Band Aid 20 supervisionato da Nigel Godrich. L'album del debutto solista di Yorke, The Eraser, uscì il 7 luglio 2006 per l'etichetta XL Recordings, debuttando in seconda posizione negli Stati Uniti. Il disco fu nominato per il Premio Mercury e per il Grammy Award come "miglior album alternative dell'anno". Nel 2018, ha composto le musiche per il remake dell'horror Suspiria, diretto da Luca Guadagnino, aggiudicandosi una candidatura al Premio Oscar come miglior colonna sonora. Nell'estate del 2019 fece uscire l'album Anima, in linea con il precedente lavoro solista ma ancor più improntato sull'elettronica. La promozione dell'album fu accompagnata da un cortometraggio diretto da Paul Thomas Anderson su Netflix.
- Jonny Greenwood suonò l'armonica e la chitarra nell'album Terror Twilight dei Pavement nel 1999. Nel 2003 uscì Bodysong, una colonna sonora strumentale che scrisse per l'omonimo documentario. Suo fratello Colin suonò le parti di basso. Da quell'anno Jonny ha composto Smear, Popcorn Superhet Receiver e Piano for Children per BBC Radio 3. Nel 2005, assieme al batterista Philip Selway, apparve nel film Harry Potter e il calice di fuoco come membro di una band inventata il cui leader era Jarvis Cocker dei Pulp; con lui compose diverse canzoni disponibili nella colonna sonora del film. Nel 2006 fu votato come "Compositore dell'anno" ai British Composer Awards dagli ascoltatori di BBC Radio 3, per Popcorn Superhet Receiver.[144] Nel 2007 Jonny compose la colonna sonora del film Il petroliere (There Will Be Blood), ricevendo diversi premi e nomination,[145] fra cui un "Orso d'Argento" al Festival del Cinema di Berlino del 2008.[146] Dopo Il petroliere Greenwood compose tutti i successivi film di Paul Thomas Anderson, ossia The Master del 2012, Vizio di forma (Inherent Vice) del 2014, Il filo nascosto (Phantom Thread) del 2017, che gli valse la sua prima candidatura all'Oscar per la miglior colonna sonora, e Licorice Pizza del 2021. Sempre nel 2021 scrive la colonna sonora per il film di Jane Campion Il potere del cane (The Power of the Dog), per la quale riceverà una seconda candidatura all'Oscar.
- Nell'autunno del 2000, Philip Selway suonò durante il tour del cantautore neozelandese Neil Finn, intitolato 7 Worlds Collide. Nel 2005, dopo l'apparizione in Harry Potter e il calice di fuoco, Selway suonò dal vivo con i Dive Dive, la band di Nigel Powell, che aveva suonato cover di alcuni brani degli On a Friday ed era stato batterista degli Unbelievable Truth, band del fratello di Thom Yorke. Nel 2010 ha intrapreso una serie di concerti insieme alla cantautrice statunitense Lisa Germano[147] e, inoltre, il 30 agosto dello stesso anno è uscito il suo primo album da solista, Familial, che ha visto la partecipazione di artisti come Glenn Kotche, Patrick Sansone e la stessa Lisa Germano.[148]
- Nel 2000 Ed O'Brien partecipò insieme a Philip Selway durante il tour 7 Worlds Collide. Nel 2002 suonò la chitarra in diverse canzoni dell'album Enemy of the Enemy degli Asian Dub Foundation. Nel 2020 ha pubblicato il suo primo album da solista, Earth.

## Formazione
Attuale
- Thom Yorke – voce, chitarra, pianoforte, tastiera, basso (1985–presente)
- Jonny Greenwood – chitarra, tastiere, sintetizzatore, pianoforte elettrico, onde Martenot, pianoforte, organo (1985–presente)
- Ed O'Brien – chitarra, batteria, percussioni, cori (1985–presente)
- Colin Greenwood – basso, tastiere, sintetizzatore, percussioni (1985–presente)
- Philip Selway – batteria, percussioni, cori, metallofono (1985–presente)

Turnisti
- Clive Deamer – batteria, percussioni, cori (2011-presente)

## Discografia

### Album in studio
- 1993 – Pablo Honey
- 1995 – The Bends
- 1997 – OK Computer
- 2000 – Kid A
- 2001 – Amnesiac
- 2003 – Hail to the Thief
- 2007 – In Rainbows
- 2011 – The King of Limbs
- 2016 – A Moon Shaped Pool

### Album di remix
- 2011 – TKOL RMX 1234567

### Raccolte
- 2007 – Radiohead Box Set
- 2008 – Radiohead: The Best Of